# Nicholas G. Round
Nicholas Grenville Round es un hispanista, galdosista, helenista y traductor británico del siglo XX.

## Biografía
Se graduó y doctoró en Oxford. Pasó diez años en la Queen's University de Belfast, y a partir de 1972 empezó a especializarse en hispanismo en la Universidad de Glasgow. Más de veinte años después se trasladó a la Universidad de Sheffield en 1994, de la que es emérito. 
Sus investigaciones como hispanista le llevaron al Prerrenacimiento del siglo XV español, al que consagró dos libros, The Greatest Man Uncrowned (1985), estudio sobre la política castellana del siglo XV, y Libro llamado Fedrón (1993), una edición de una antigua traducción del diálogo Fedón o de la inmortalidad del alma de Platón traducido por Pero Díaz de Toledo, señor de Olmedilla. Se interesó también por La Celestina, por los escritores realistas del XIX y por Miguel de Unamuno, cuyo Abel Sánchez tradujo al inglés. Escribió series de artículos sobre Benito Pérez Galdós, dos de los cuales se encuentran en On Reasoning and Realism: Three Easy Pieces (1989). También ha escrito estudios sobre Emilia Pardo Bazán, Leopoldo Alas, Antonio Machado y Federico García Lorca (del que tradujo cuatro piezas teatrales), y ha traducido gran número de piezas de teatro español -y portugués-, desde Tirso de Molina a Antonio Buero Vallejo. También se ha interesado por la traductología, actividad a la que más tiempo dedica en la actualidad. 
Es Fellow de la British Academy y miembro del Institute of Translation and Interpreting. Entre 1999 y 2001 fue Presidente de la Asociación Internacional de Galdosistas. Es catedrático del Cañada Blanch Centre for Advanced Hispanic Studies (Mánchester), miembro del comité de edición del BHS [Glasgow] y de Romance Studies y Director del Gan Yavneh Institute for Marrano-Anusim Studies. Y es oficial de la Orden de Isabel la Católica.